# Gran Premio Costa degli Etruschi 2005
Il Gran Premio Costa degli Etruschi 2005, decima edizione della corsa e valida come evento dell'UCI Europe Tour 2005 categoria 1.1, fu disputato il 6 febbraio 2005, su un percorso di 176 km. Fu vinta dall'italiano Alessandro Petacchi, al traguardo con il tempo di 5h19'24" alla media di 35,88 km/h.
Partenza a San Vincenzo con 120 ciclisti, di cui 117 portarono a termine il percorso.

## Ordine d'arrivo (Top 10)
| Pos. | Corridore            | Squadra       | Tempo     |
| ---- | -------------------- | ------------- | --------- |
| 1    | Alessandro Petacchi  | Fassa Bortolo | 5hh19'24" |
| 2    | Luciano Pagliarini   | Liquigas      | s.t.      |
| 3    | Francesco Chicchi    | Fassa Bortolo | s.t.      |
| 4    | Paride Grillo        | Cer. Panaria  | s.t.      |
| 5    | Enrico Degano        | Barloworld    | s.t.      |
| 6    | Daniele Bennati      | Lampre        | s.t.      |
| 7    | Krysztof Szczawinski | Cer. Flaminia | s.t.      |
| 8    | Crescenzo D'Amore    | Acqua & Sap.  | s.t.      |
| 9    | Patrick Calcagni     | Liquigas      | s.t.      |
| 10   | Giosuè Bonomi        | Lampre        | s.t.      |